# حدائق البندقية

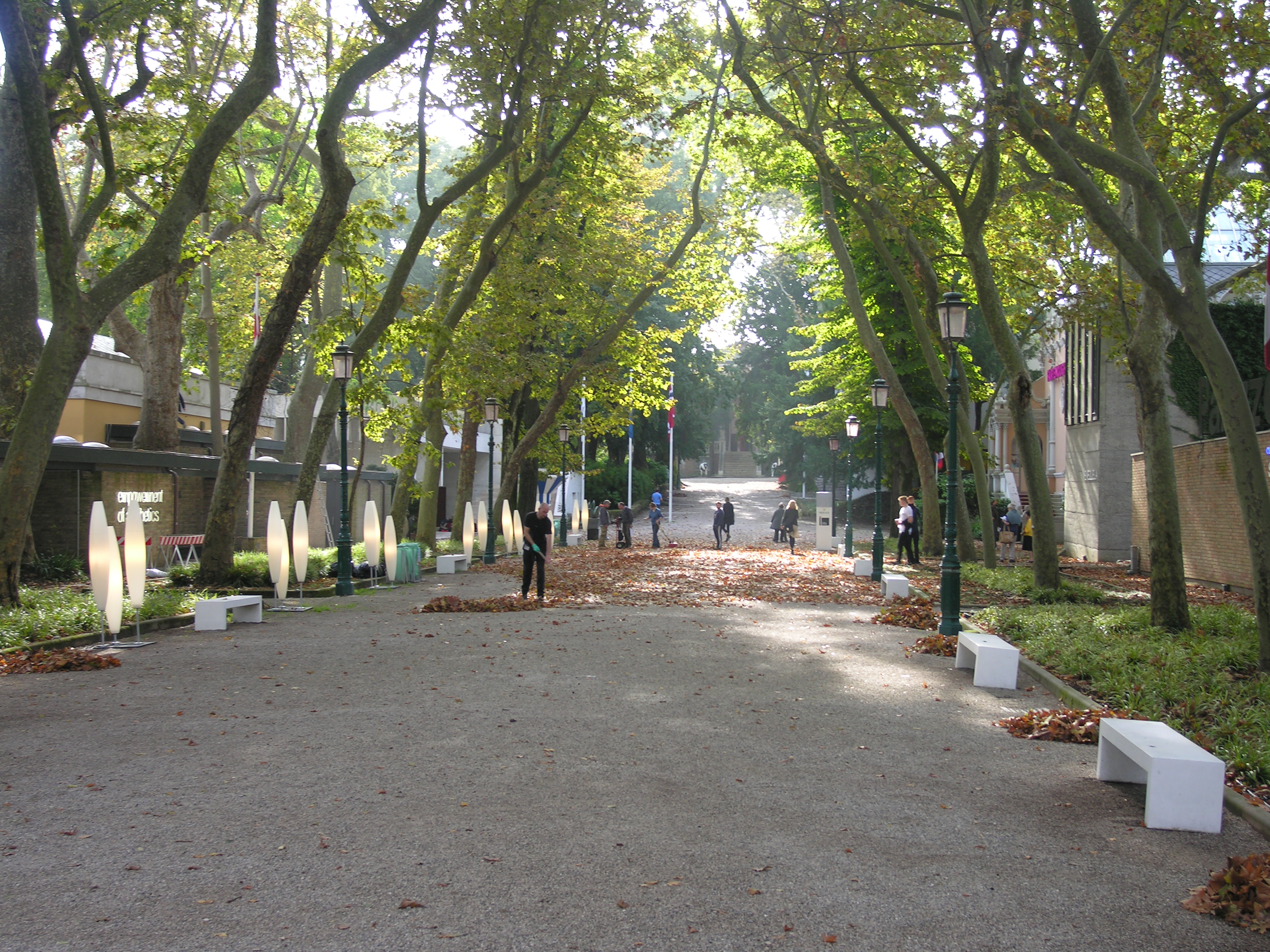
حدائق البينالي

حدائق البندقية (بالإيطالية: Venice Giardini)‏ أو حدائق البينالي (بالإيطالية: Giardini della Biennale)‏، هي منطقة حدائق تقع في الجُزء القديم من مدينة البندقية، ويُقام فيها سنويا مهرجان البندقية للفنون. أُسست الحدائق خلال عهد نابليون بونابرت، وشُيدت على ضفاف حوض سان ماركو [الإنجليزية] الذي يفصل الحدائق عن قصر دوجي وميدان سان ماركو.
تتألف الحدائق من 30 جناحا، خُصص كل جناح لدولة مُعينة تُعرض فيه الأعمال الفنية التي تُمثل هذه الدول خلال مهرجان البندقية للفنون. صُممت العديد من هذه الأجنحة على يد بعض من كبار المُهندسين المعماريين في القرن العشرين، على غرار المهندس المعماري الإيطالي كارلو سكاربا الذي صمم الجناح الفنزويلي، والفنلندي ألفار آلتو الذي صمم الجناح الفنلندي.
تشتهر الحدائق أيضًا بتواجد العديد من القطط البرية التي تتجول في المنطقة المُجاورة لها، وأيضا بتواجد بعض التماثيل على غرار تمثال جوزيبي غاريبالدي الموجود عند المدخل الرئيسي.

## تاريخ

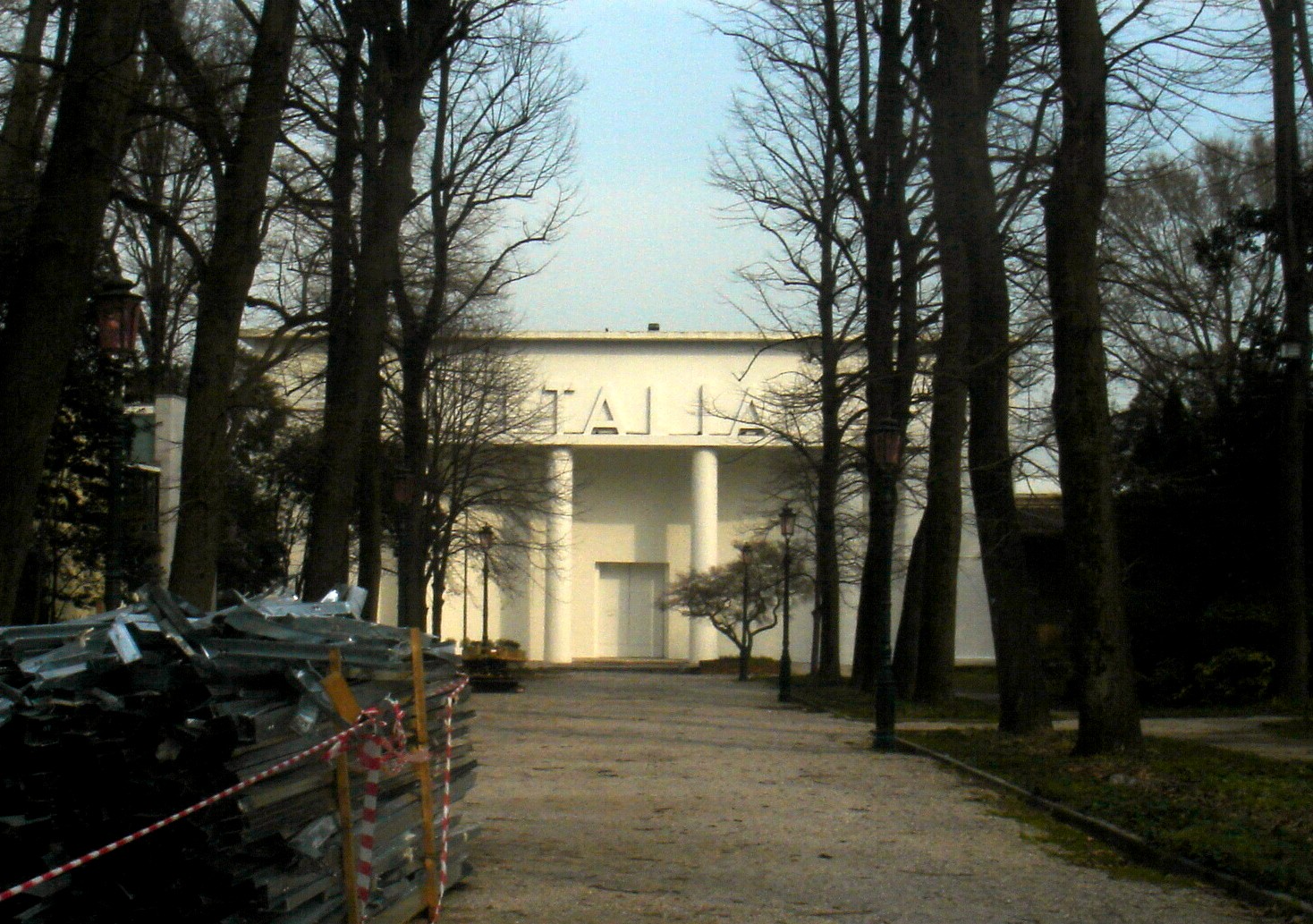
الجناح الإيطالي.

استضافت حدائق البينالي معرض البندقية للفنون مُنذ النسخة الأولى سنة 1895. تقع الحدائق على الطرف الشرقي للمدينة، وقد أمر نابليون بونابرت بإنشائها في بداية القرن التاسع عشر. بعد اكتمال مشروع التشييد، عرف النسخ الأولى من المعرض نجاحا ملحوظا، حيث زاره ما يقرب من 200 ألف زائر سنة 1895، ونحو 300 ألف في عام 1899. ابتداء من سنة 1907، أُضيفت العديد من الأجنحة لدول أجنبية أخرى إلى الجناح المركزي الموجود سلفا، والذي بُني لأول مرة سنة 1894، وأُعيد ترميمه وتوسعته عدة مرات بعد ذلك. يتواجد بالحدائق إلى حد الآن حوالي 29 جناحا أجنبيا إلى جانب الجناح الإيطالي، بعضها صممه مهندسون معماريون معروفون، على غرار جناح النمسا الذي صممه جوزيف هوفمان، والجناح الهولندي الذي صممه غيريت توماس ريتفيلد، والجناح المصري الذي صممه برينو ديل جيوديسي [الإنجليزية].

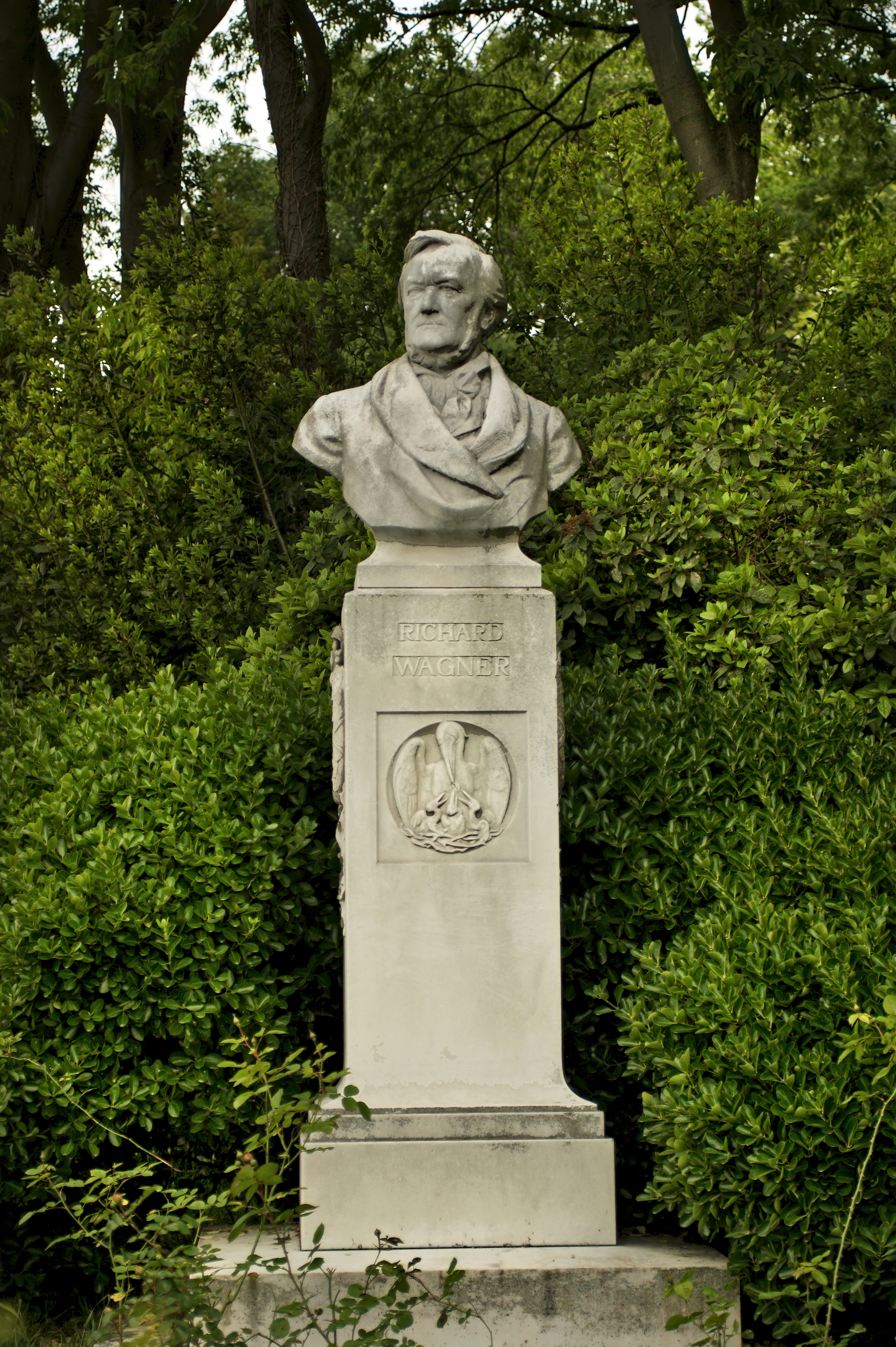
نصب تذكاري للموسيقي الألماني ريتشارد فاجنر شيده النحات فريتز شابر سنة 1908.

## روابط خارجية
- أجنحة حدائق البندقية
- تاريخ موجز لحدائق البندقية (فيتوريا مارتيني)